# 2005 en Allemagne
Chronologie de l’Allemagne
- 2001
- 2002
- 2003
- 2004
- 2005
- 2006
- 2007
- 2008
- 2009

Cet article traite des événements qui se sont produits durant l'année 2005 en Allemagne.

## Gouvernements
- Président : Horst Köhler
- Chancelier : Gerhard Schröder (jusqu'au 22 novembre), puis Angela Merkel (à partir du 22 novembre)

## Événements

### Janvier
- 20 janvier : l'affaire des visas (en) éclate. Il s'agit d'une controverse survenue à la suite d'un changement de procédure pour l'émission des visas aux étrangers voulant entrer en Allemagne à partir des pays d'Europe de l'Est qui ne sont pas membres de l'Union européenne.

### Février

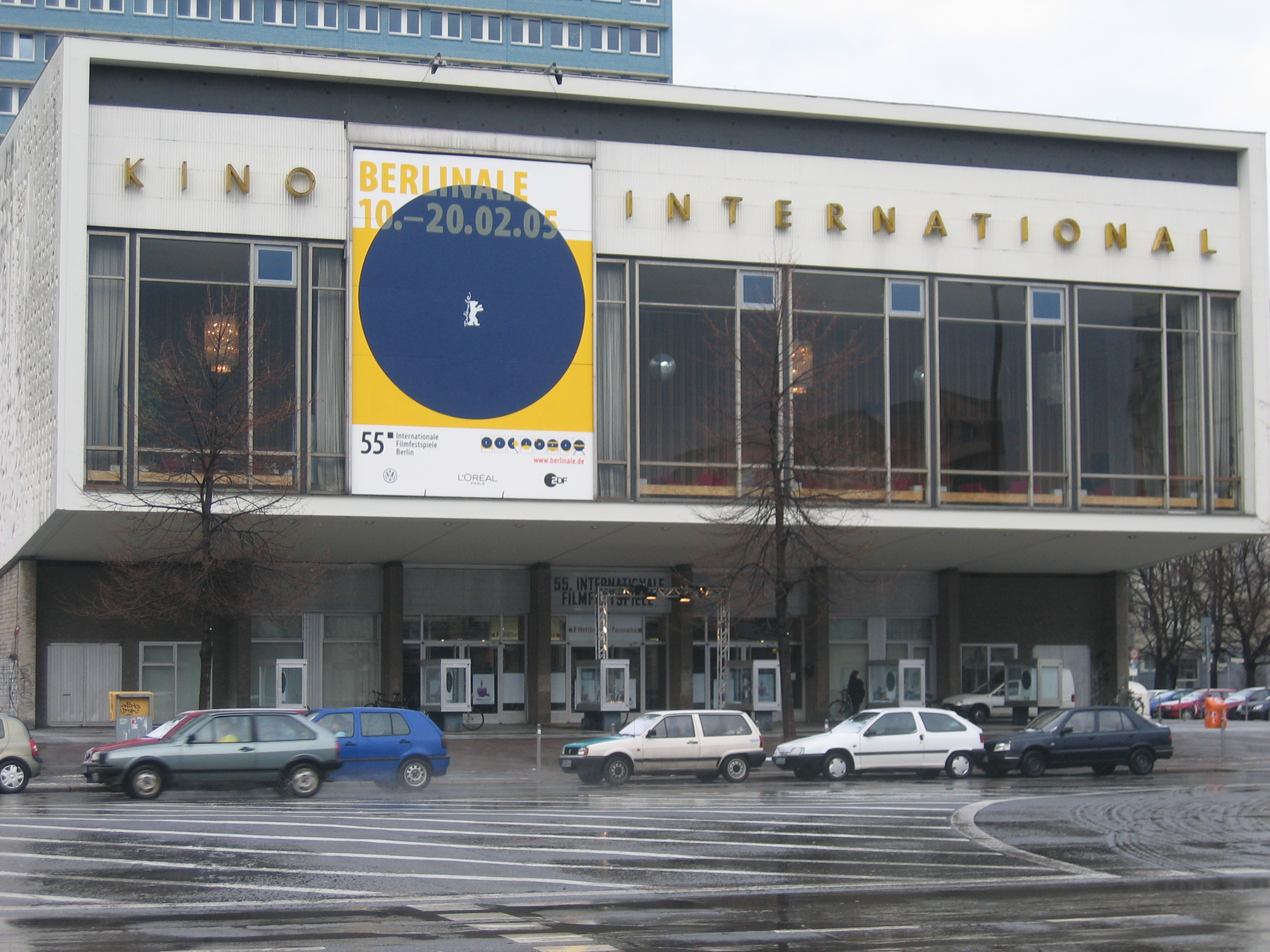
Berlinale 2005

- 7 février : Affaire du crime d'honneur de Hatun Sürücü (en). Elle concerne l'assassinat d'une jeune musulmane, Hatun Sürücü, par son frère après son divorce avec son cousin qu'elle a été forcée d'épouser à l'âge de 16 ans. Ce crime d'honneur enflamma un débat public sur le mariage forcé au sein des familles musulmanes.
- 10–20 février : la Berlinale 2005, c'est-à-dire le 55e festival international du film de Berlin, se tient
- 12 février : le Bundesvision Song Contest 2005 (en), la première édition du Bundesvision Song Contest, se tient à Oberhausen en Rhénanie-du-Nord-Westphalie

### Avril
- 12 avril : la prise d'otage d'Ennepetal (en) survient lorsqu'un Iranien saisit un autobus et ligote des enfants qui se trouvaient à bord avant d'emmener quatre fillettes dans une maison. Les forces de police ainsi qu'un Spezialeinsatzkommando finissent par libérer les otages sans victime.
- 28 avril : le Bundesgartenschau 2005, une exposition des jardins se déroulant à l'est de Munich, commence. Il s'étend jusqu'au 9 octobre.

### Août
- 16–21 août : les Journées mondiales de la jeunesse 2005 se tiennent à Cologne

## Élections
- 20 février : Élections législatives régionales en Schleswig-Holstein (en)
- 22 mai : Élections législatives régionales en Rhénanie-du-Nord-Westphalie
- 18 septembre : Élections fédérales

## Naissances
livien leviduc

## Décès
- 14 janvier : Rudolph Moshammer (né en 1940), un styliste
- 6 mars : Hans Bethe (né en 1906), un physicien américain d'origine allemande